# Daffy Duck's Quackbusters - Agenzia acchiappafantasmi
Daffy Duck's Quackbusters - Agenzia acchiappafantasmi (Daffy Duck's Quackbusters), distribuito anche con il titolo Daffy Duck acchiappafantasmi, è un film del 1988 scritto e diretto da Greg Ford e Terry Lennon. È un film d'animazione di montaggio con protagonista Daffy Duck in cui cortometraggi classici della Warner Bros. Cartoons sono legati da nuove sequenze animate di raccordo, e rappresenta una parodia di Ghostbusters - Acchiappafantasmi (1984). Fu l'ultima produzione cinematografica in cui Mel Blanc fornì le voci dei vari personaggi Looney Tunes prima della sua morte il 10 luglio 1989. Si tratta inoltre dell'ultimo film di montaggio sui personaggi Looney Tunes e del secondo con protagonista Daffy dopo Daffy Duck e l'isola fantastica (1983), e a differenza dei precedenti utilizza musica preesistente da vecchi cortometraggi composta da Carl Stalling, Milt Franklyn e William Lava anche per le nuove animazioni, coordinata da Hal Willner. Il film uscì negli Stati Uniti il 24 settembre 1988, introdotto dal cortometraggio La notte del papero vivente (1988) che ne è parte integrante.

## Trama
Il film inizia con una proiezione del cortometraggio La notte del papero vivente prima dei titoli di testa.
Il venditore fallito Daffy Duck decide di provare a far ridere il milionario malato J.P. Cubish – che ha offerto un milione di dollari a chiunque riesca a farlo ridere – venendo però ostacolato dal maggiordomo. Dopo averlo cacciato via, Daffy diventa il giullare di Cubish, prendendo innumerevoli torte in faccia mentre Cubish ride fragorosamente. Di lì a poco, Cubish muore e Daffy eredita gran parte della sua fortuna, a condizione che utilizzi il denaro per fornire un servizio pubblico e mostri onestà negli affari. Daffy inizialmente deride l'idea, ma il suo defunto benefattore ritorna come fantasma invisibile, con l'intenzione di far scomparire il denaro se il papero non rispetterà i termini del testamento. L'infastidito Daffy giura di usare i soldi per spazzare via i fantasmi come Cubish.
Presentandosi come "paranormalista", Daffy assume come subalterni Bugs Bunny (nonostante il coniglio insista a voler andare in vacanza a Palm Springs) e Porky Pig (accompagnato da Silvestro); Cubish continua a far sparire soldi dalla cassaforte ogni volta che Daffy sembra fare o dire qualcosa di disonesto. Dopo aver sognato di essere inseguito incessantemente da una versione mostruosa di Titti, Silvestro sviluppa una forma di paranoia di fronte a Daffy e Porky. Daffy incarica quindi Porky di recarsi nella località turistica di Burrone Secco per indagare su una sospetta attività di fantasmi, portando con sé Silvestro. Porky accetta il caso, e Silvestro si ritrova a dover difendere il suo proprietario dai topi assassini nell'hotel della città.
Nel frattempo, Daffy esorcizza con successo i fantasmi che possiedono Melissa Duck, ma al ritorno nel suo ufficio, scopre che Cubish ha ridotto i suoi soldi al suo ultimo milione. Riceve quindi una chiamata da Porky, che sta tornando con Silvestro, e Daffy gli assegna un nuovo incarico alle Montagne della Superstizione. Dopo aver ricevuto una chiamata dalla Transilvania, Daffy chiama Bugs e lo incarica di indagare. Bugs incontra il Conte Bloodcount, che il coniglio sconfigge in un duello di parole magiche, ma telefona a Daffy dicendogli di non aver trovato niente di speciale. Dopo aver ricevuto una chiamata dall'Himalaya, Daffy si reca lì con Bugs e insieme si scontrano con Hugo l'abominevole uomo delle nevi, che scambia ripetutamente Daffy per un coniglio.
Quando la città viene travolta dalle notizie di un minuscolo elefante, Daffy, presumendo che si tratti di mera isteria, spera di trarne profitto calmando il pubblico con la sua testimonianza di esperto in un programma televisivo. Tuttavia, non appena annuncia al pubblico che il micro-elefante non esiste, esso appare sulla sua scrivania rendendolo uno zimbello pubblico. Quando Daffy, nell'intento di salvare la sua reputazione, decide di dare la colpa del disastro all'assente Porky, osservando distrattamente come negli affari "un pizzico di disonestà non guasta", il fantasma di Cubish gli toglie anche gli ultimi soldi, sancendo la rovina della sua attività. Subito dopo Egghead bussa alla porta di Daffy annunciandogli che, a causa dell'affitto non pagato, egli verrà sfrattato dal suo ufficio. Daffy assiste impotente al pignoramento dei suoi oggetti e alla demolizione dell'intero edificio con lui ancora dentro.
Nell'epilogo, Bugs viene mostrato mentre si gode la sua vacanza a Palm Springs e legge del fallimento di Daffy, mentre Porky e il sempre paranoico Silvestro sono bloccati nelle Montagne della Superstizione. Dopo che viene mostrata un'inquadratura della tomba di Cubish, viene rivelato che Daffy è tornato a fare il venditore di strada, stavolta vendendo oggetti a tema paranormale. Tuttavia, quando Daffy guadagna una banconota da un dollaro, questa svanisce all'istante poiché il fantasma di Cubish lo sta ancora perseguitando per tormentare.

## Cortometraggi utilizzati
I cortometraggi usati per il film sono:
- La notte del papero vivente (The Night of the Living Duck, 1988) – sequenza d'apertura, integrale
- Un papero buffone (Daffy Dilly, 1948) – Daffy cerca di arrivare a Cubish, con il servizio su Cubish ora trasmesso in TV; questo cortometraggio è usato come uno degli elementi centrali del film
- Quando la fifa si fa blu (The Prize Pest, 1950) – Daffy assume Porky; usato solo per la scena in cui Daffy avverte Porky della sua "doppia personalità" e, quindi, da quando Porky si nasconde in uno sgabuzzino a quando si spaventa da solo accidentalmente
- Lo scienziato cattivo (Water, Water Every Hare, 1950) – gli spot pubblicitari per i Paranormalisti Specializzati
- Troppo grande per essere vero (Hyde and Go Tweet, 1960) – Silvestro incontra Titti, che si trasforma in un mostro senza che lui se ne accorga, il che porta alla sua paranoia; modificato con una nuova animazione che mostra Silvestro entrare nell'ufficio di Daffy
- Un posticino tranquillo (Claws for Alarm, 1954) – l'incarico di Porky e Silvestro a Burrone Secco, con le battute di Porky fino all'arrivo in hotel ridoppiate
- Il paperesorcista (The Duxorcist, 1987) – il primo incarico di Daffy, in cui finisce per essere temporaneamente posseduto
- Il conte succhiasangue (Transylvania 6-5000, 1963) – l'incarico di Bugs in Transilvania; la maggior parte delle battute di Bugs sono state ridoppiate per riflettere la trama del film e il finale in cui le orecchie di Bugs si trasformano in ali di pipistrello e Bugs vola via è stato tagliato
- L'abominevole coniglio delle nevi (The Abominable Snow Rabbit, 1961) – l'incarico di Bugs e Daffy sull'Himalaya; l'inizio è modificato per riflettere la trama del film
- Un elefante in città (Punch Trunk, 1953) – un elefante in miniatura vaga per la città, avendo molti incontri con varie persone; il cartone animato è stato fortemente abbreviato con la scena del bagno degli uccelli modificata per riflettere la trama
- Silvestro, figlio di Giove (Jumpin' Jupiter, 1955) – una sola scena utilizzata nell'epilogo, in cui il deserto viene invece identificato come le Montagne della Superstizione

## Distribuzione

### Data di uscita
Le date di uscita internazionali sono state:
- 24 settembre 1988 negli Stati Uniti
- 16 dicembre in Brasile (Patolino em: Os Caça-Fantasmas)
- 21 luglio 1989 nel Regno Unito
- 18 novembre in Giappone
- 21 giugno 1990 in Australia
- 17 ottobre in Francia (S.O.S. Daffy Duck)
- 1º gennaio 1991 in Canada
- 10 luglio in Irlanda

### Edizione italiana
Il doppiaggio italiano venne eseguito dal Gruppo Trenta con voci differenti rispetto ai lavori precedenti dei Looney Tunes e alcune caratterizzazioni differenti dall'edizione originale: Bugs parla infatti con un lieve sigmatismo, mentre è stato rimosso quello tradizionalmente esibito da Silvestro. I dialoghi sono opera di Massimo Corvo. È l'unico film dei Looney Tunes in cui Porky Pig viene chiamato Pallino, nome utilizzato prevalentemente nei fumetti; anche Bugs, come accadeva nei fumetti, viene chiamato Bunny come se quest'ultimo fosse il suo prenome (il nome Bugs viene citato solo durante lo spot dei Paranormalisti Specializzati).

### Edizioni home video
Nel 1989 il film fu distribuito in VHS e Laserdisc in America del Nord, mentre in Italia uscì direttamente in VHS nel febbraio 1990. L'edizione DVD-Video fu pubblicata in America del Nord il 4 agosto 2009 e in Italia il 9 settembre con in copertina il titolo Il tuo simpatico amico Daffy Duck (il titolo del film appare solo sul retro), e contiene come extra i cortometraggi Duck Dodgers e il ritorno del XXIV secolo e mezzo (1980), Super Duck (1996) e Little Go Beep (2000), tutti in inglese con sottotitoli.
Il 28 gennaio 2025 il film è stato pubblicato in Blu-ray Disc in America del Nord. Il disco include gli stessi extra del DVD oltre ai cortometraggi La notte del papero vivente, Il paperesorcista, Invasion of the Bunny Snatchers (1992) e Le papere di Bugs (1997) e al trailer del film.

## Accoglienza

### Critica
Nella sua recensione per il Chicago Reader, Jonathan Rosenbaum valutò il film con tre stelle ("assolutamente da vedere"), elogiando in particolare la commistione tra le vecchie e nuove animazioni: "Un lungometraggio che comporta un attento ripensamento della tradizione dei cartoni animati della Warner, riesce a creare un nuovo insieme costruito in modo così fluido che è quasi impossibile per qualsiasi non specialista dire dove – a parte i riferimenti all'attualità – la vecchia animazione si interrompe e inizia la nuova". Jerry Beck, nel suo libro The Animated Movie Guide, assegna al film due stelle e mezza su quattro, definendolo "il più soddisfacente" dei cinque film di montaggio di Looney Tunes e aggiungendo che "collega abilmente diverse classiche Looney Tunes con un tema "spettrale", e mette insieme alcuni dei più talentuosi animatori della generazione più giovane (Beiman, Kausler, Haskett, Van Citters ecc.) con i pochi rimasti della vecchia guardia (Norm McCabe, Richard Thomas)". Fa però notare che "sfortunatamente, la voce di Mel Blanc era lontana dal suo apice, così è facile distinguere le parti nuove basandosi sulle sue interpretazioni vocali".